# Käshofen
Käshofen település Németországban, Rajna-vidék-Pfalz tartományban. Lakosainak száma 618 fő (2023. december 31.).

## Népesség
A település népességének változása:
| Lakosok száma | 484  | 673  | 671  | 652  | 636  | 626  | 618  |
|               | 1975 | 2014 | 2017 | 2019 | 2021 | 2022 | 2023 |